# 蒂米舌天竺鯛
蒂米舌天竺鯛（學名：Glossamia timika），為輻鰭魚綱鈎頭魚目天竺鯛科舌天竺鯛屬下的一個種，被IUCN列為瀕危保育類動物，分布於西太平洋新幾內亞米納傑維河流域，體長可達9.5公分，棲息植被生長茂密的熱帶雨林溪流，夜間活動，屬肉食性，繁殖期時，雄魚具有口孵習性，卵約7日化成仔魚，由雄魚吐出，具短暫的仔魚飄浮期，生活習性不明。